# Giera

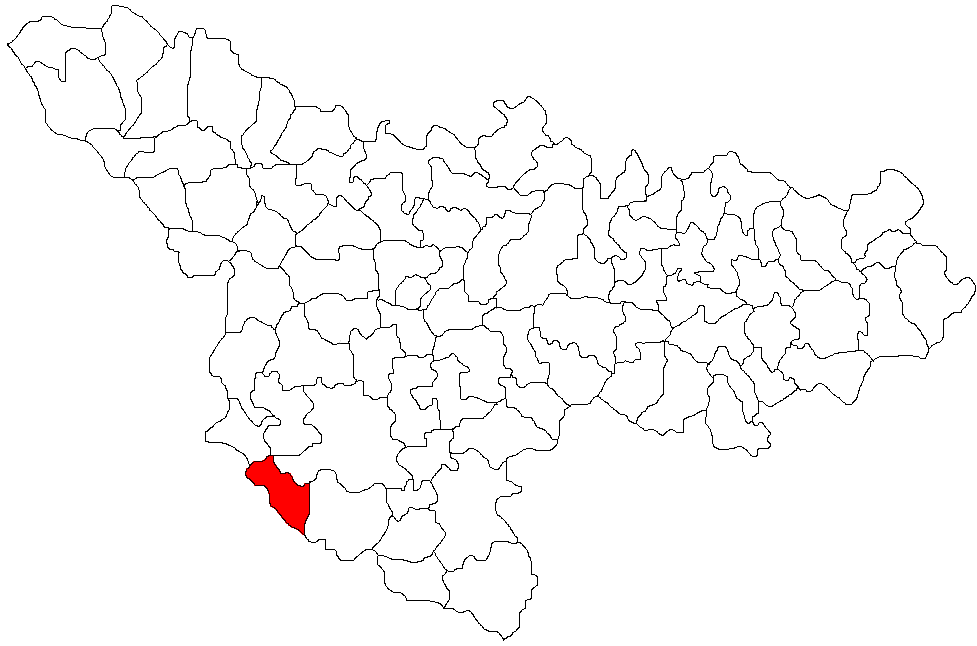
Lage der Gemeinde Giera im Kreis Timiș

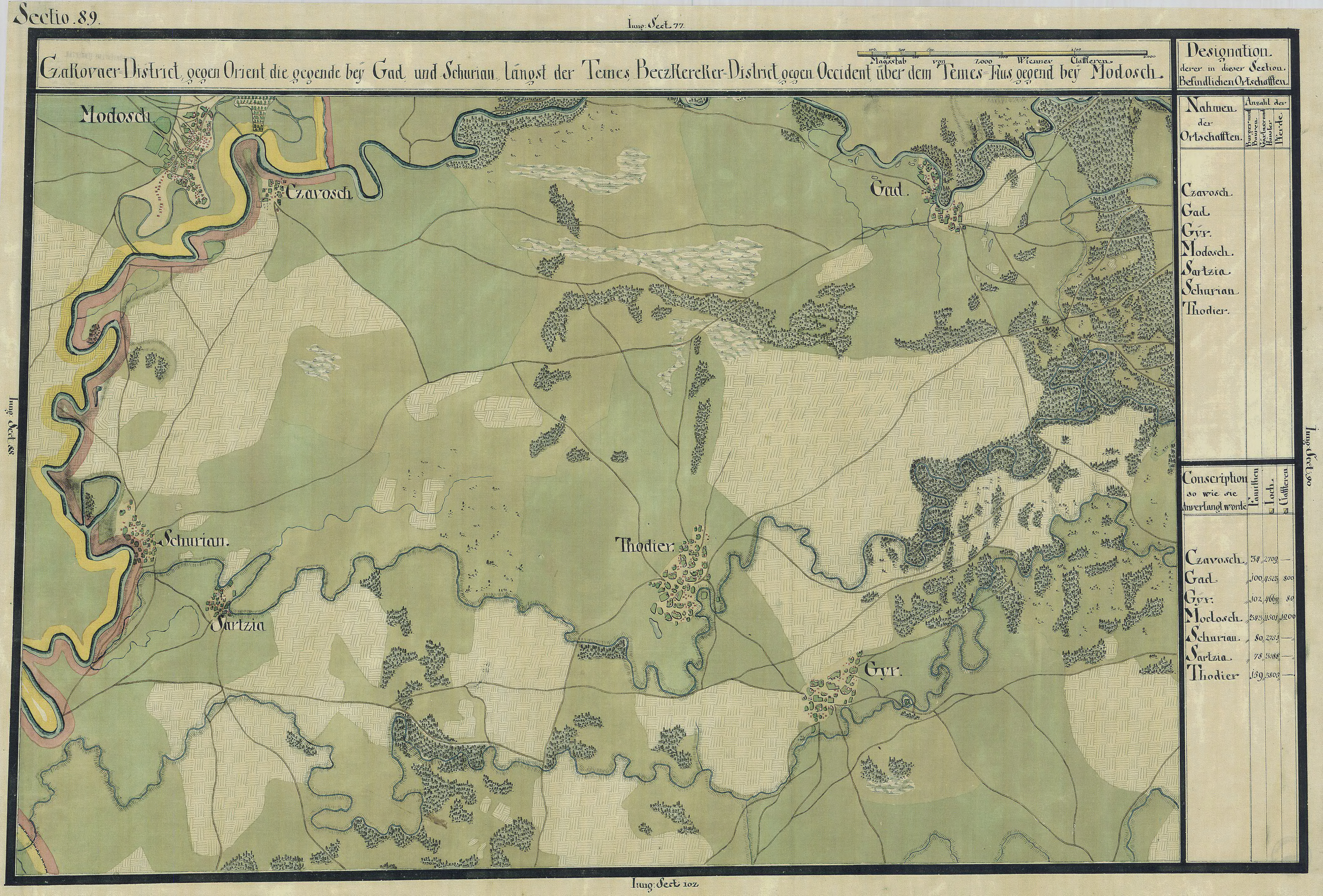
Giera auf der Josephinischen Landaufnahme (1769–1772)

Giera (deutsch Gier, ungarisch Gyér, serbisch Ђир Đir) ist eine Gemeinde im Kreis Timiș, in der Region Banat in Rumänien.

## Lage
Giera liegt in der „Banater Hecke“ ca. 48 km südwestlich von der Kreishauptstadt Timișoara (deutsch Temeswar), (im „Altbezirk“ Tschakowa) an der Nationalstraße DN 59B. 7 km nordwestlich von Giera fließt die Temesch, die dem Kreis den Namen gibt. Im Osten, in ca. 11 km Entfernung liegt die Gemeinde Banlok, die ehemalige Sommerresidenz des Königspaars von Rumänien.
Im Süden in ca. 3 km Entfernung wird Giera von dem kleineren Teil des Banats, das an Serbien fiel, durch die rumänisch-serbische Staatsgrenze getrennt. Diese trennt auch die in ca. 10 km Entfernung westlich gelegene Stadt Modosch ab, die im Tausch für die Stadt Hatzfeld nach der Teilung des Banats 1919 an Jugoslawien abgetreten wurde.

## Nachbarorte
| Grănicerii | Gad                                         | Dolaț    |
| Toager     | Kompassrose, die auf Nachbargemeinden zeigt | Livezile |
| Konak      | Stari Lec                                   | Partoș   |

## Geschichte
Das von Serben bewohnte Dorf wurde 1785 auch mit Deutschen besiedelt. Im Jahre 1795 ging das gesamte Gut in den Besitz der Familie Gyertyanffy, nach der auch die Ortschaft benannt wurde. Der Gutshof der Familie Gyertyanffy, von den Einwohnern Gieras Kastell genannt, war später LPG-Sitz. Zu der Gemeinde Giera gehören die Dörfer Grăniceri und Toager. Kirchlich war Giera im 19. Jahrhundert eine Filiale der katholischen Pfarrei Ofsenița.
Am 4. Juni 1920 wurde das Banat infolge des Vertrags von Trianon dreigeteilt. Der größte, östliche Teil, zu dem auch Giera gehörte, fiel an Rumänien.
Infolge des Waffen-SS-Abkommens vom 12. Mai 1943 zwischen der Antonescu-Regierung und Hitler-Deutschland wurden alle deutschstämmigen wehrpflichtige Männer in die deutsche Armee eingezogen. Noch vor Kriegsende, im Januar 1945, wurden alle deutschstämmigen Frauen im Alter von 18 bis 30 und Männer von 16 bis 45 zur Aufbauarbeit in die Sowjetunion verschleppt. Das Bodenreformgesetz vom 23. März 1945, das die Enteignung der deutschen Bauern in Rumänien vorsah, entzog der ländlichen Bevölkerung die Lebensgrundlage.
Am 18. Juni 1951 fand die Deportation in die Bărăgan-Steppe unabhängig von der ethnischen Zugehörigkeit statt. Zu diesem Zweck wurde von der rumänischen Regierung ein Plan zur Säuberung des Grenzgebiets zu Jugoslawien „von politisch unzuverlässlichen Elementen“ entworfen. Als die Bărăganverschleppten 1956 heimkehrten, bekamen sie die 1945 enteigneten Häuser und Höfe zurück, der Feldbesitz wurde jedoch kollektiviert.

## Einwohner
Giera hat ungefähr 1100 Einwohner.
- 1910 lebten in Gier 3483 Einwohner, davon 943 Rumänen, 652 Ungarn, 1345 Deutsche und 543 andere Nationalitäten.
- 2002 lebten 1321 Personen in Gier, davon 869 Rumänen, 269 Ungarn, 25 Deutsche und 158 andere Nationalitäten.